# Sanctuaire gallo-romain d'Aulnay
Le sanctuaire gallo-romain d'Aulnay est un ensemble cultuel antique situé à Aulnay, dans le département français de la Charente-Maritime.
Il se compose d'un fanum à cella (circulaire à l'intérieur et octogonale à l'extérieur) et à galerie périphérique octogonale, d'un péribole vraisemblablement carré ou rectangulaire et d'au moins un bâtiment annexe. Les fouilles réalisées en plusieurs campagnes entre 1982 et 2007 ne permettent pas de déterminer l'époque de sa construction, sans doute antérieure au IIe siècle apr. J.-C., pas plus que la date de son abandon.
Pour les préserver, les vestiges sont ré-enfouis à l'issue des fouilles mais un jardin archéologique permet de les visualiser.

## Localisation

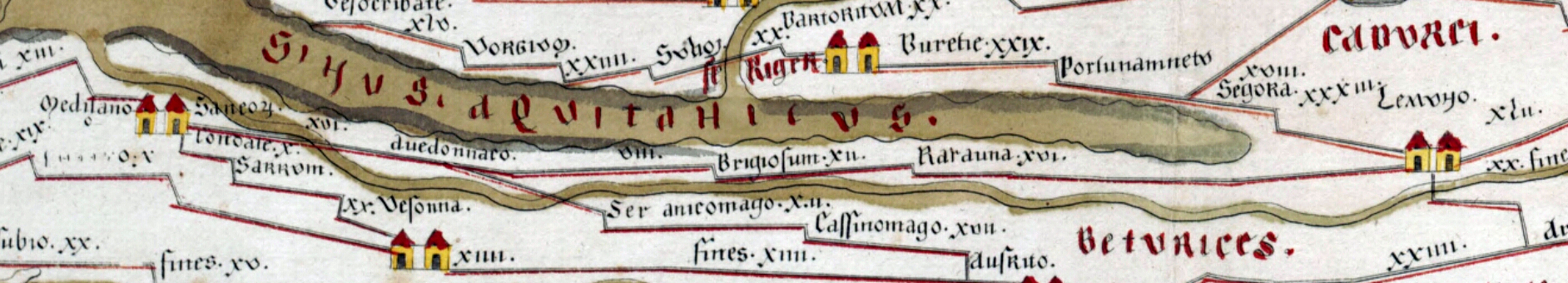
Extrait de la table de Peutinger où Aulnay figure sous le nom erroné Auedonnaco.

Le sanctuaire se trouve sur le site de l'agglomération secondaire antique d'Aunedonnacum implantée au carrefour des voies antiques de Limonum (Poitiers) à Mediolanum Santonum (Saintes) et de Saintes à Lugdunum (Lyon). À l'époque contemporaine, ces voies pourraient être respectivement recouvertes par la D950 et la D133. Si toutes deux figurent sur la table de Peutinger, seule la première est mentionnée dans l'itinéraire d'Antonin. Si la correspondance entre voies antiques et modernes est acceptée, le sanctuaire se trouve presque en bordure de la voie Poitiers-Saintes.
Le temple, dans la vallée de la Brédoire, occupe un terrain qui suit une pente douce vers l'est et une source qui fut aménagée en fontaine.

## Historique et études archéologiques
Les informations recueillies lors des fouilles ne permettent pas de dater avec précision le sanctuaire. Il est toutefois fort possible qu'il soit bien antérieur au IIe siècle apr. J.-C. et qu'il ait connu au moins deux états successifs, une reconstruction partielle ou une extension ayant succédé à un premier édifice cultuel.
Les premières mentions écrites du fanum, pas encore identifié comme tel, remontent à 1785 (« ceintre ») puis à 1851 (« tour ») ; à cette époque, des vestiges en élévation devaient encore être visibles. En 1960, Albert Grenier, à la lecture de ces informations, rejette l'hypothèse du temple. Ce n'est qu'en 1982 que la photographie aérienne conduite par Jacques Dassié révèle la présence d'une structure attribuable à un temple à plan centré.
Les premiers sondages au sol, réalisés dès 1982, et la poursuite de la prospection aérienne confirment la nature des vestiges ; cette première phase d'exploration s'achève en 1995. Une fouille programmée est engagée en 2000 pour caractériser plus précisément les vestiges et déterminer l'étendue du site ; elle se termine en 2007.
Les vestiges sont ensuite ré-enfouis pour les préserver mais un jardin archéologique aménagé sur le site permet, grâce à un décor végétal et une signalétique appropriée, de visualiser la forme du monument.

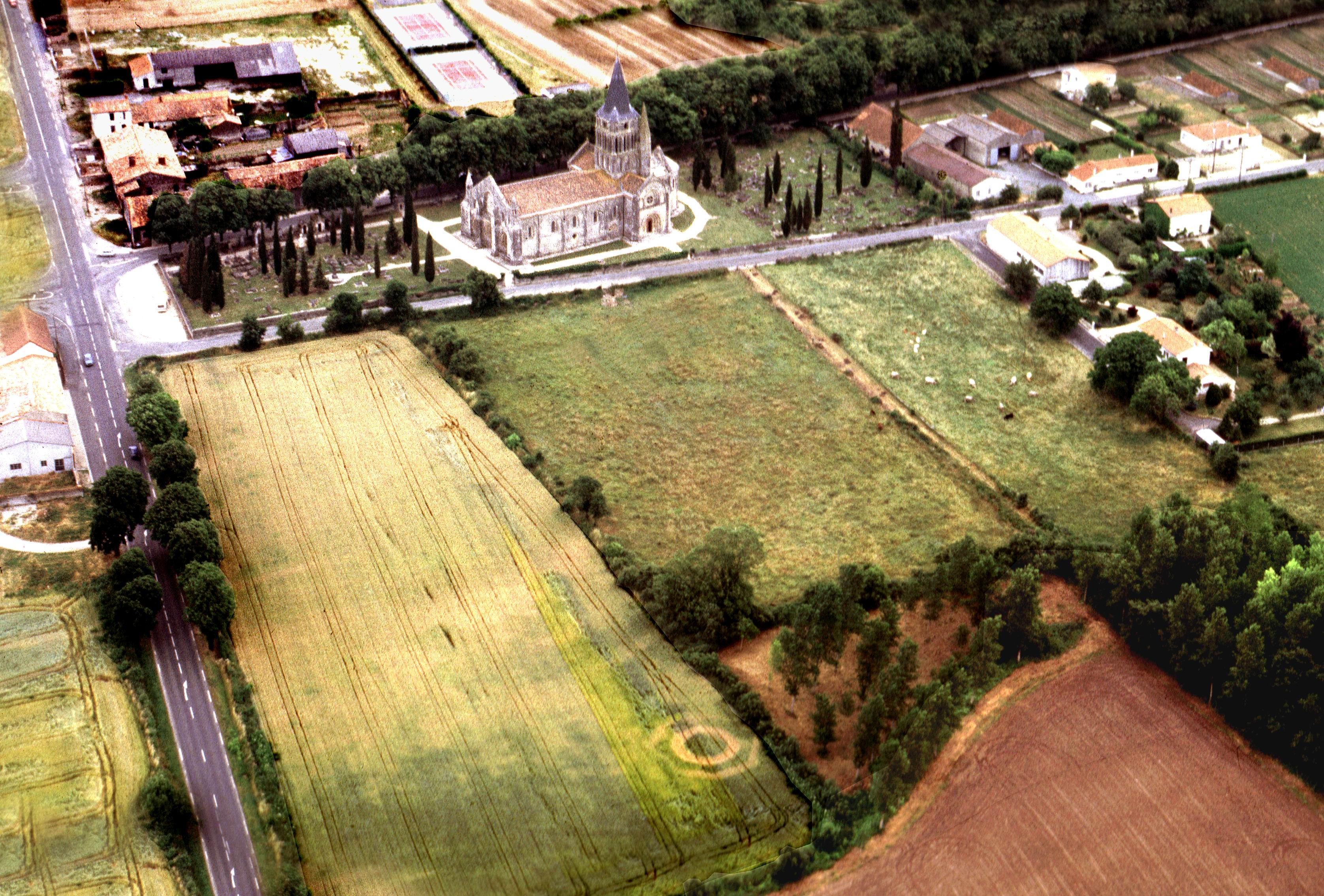
Le sanctuaire révélé par la prospection aérienne.
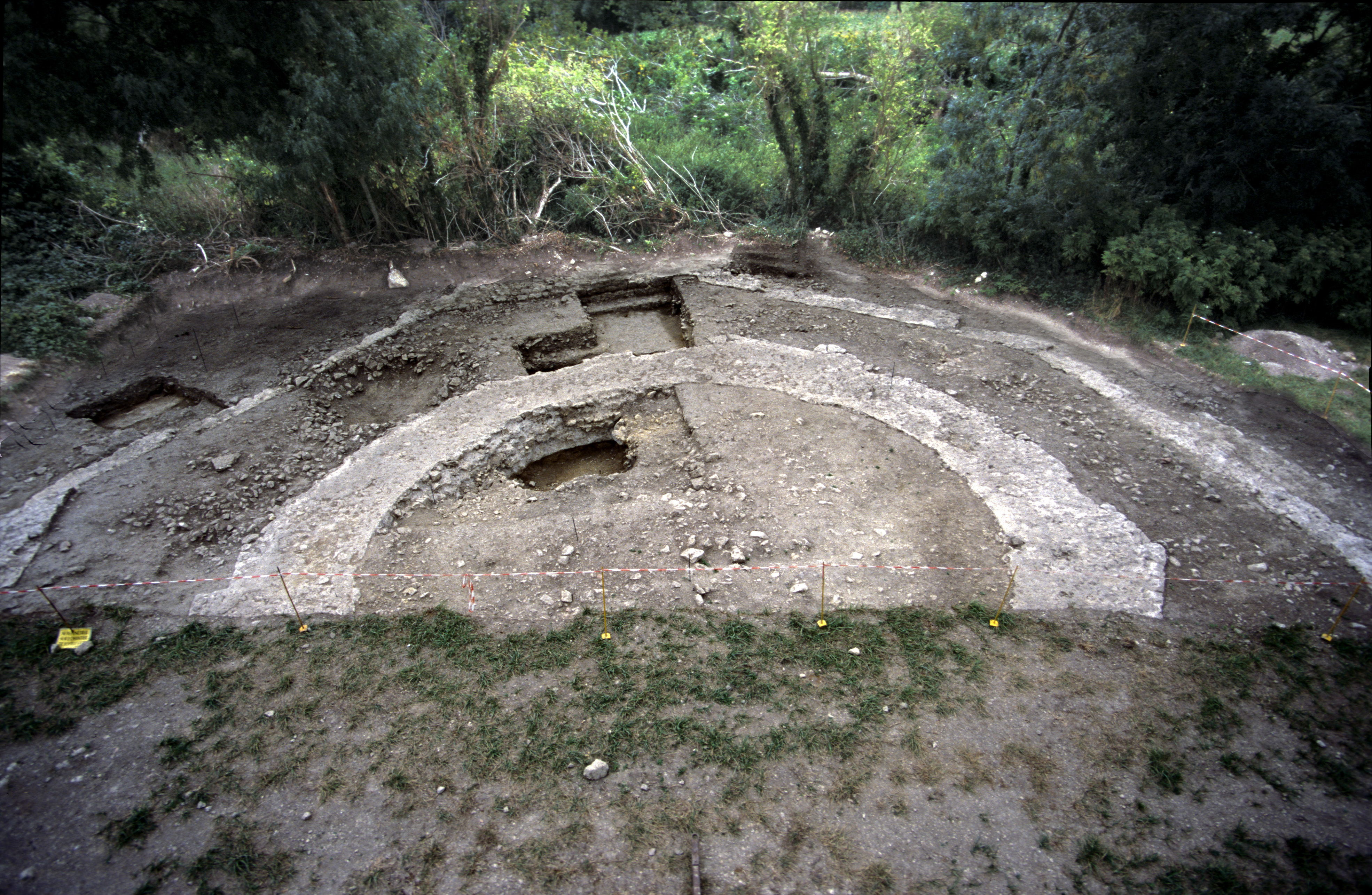
Le temple en cours de fouille.
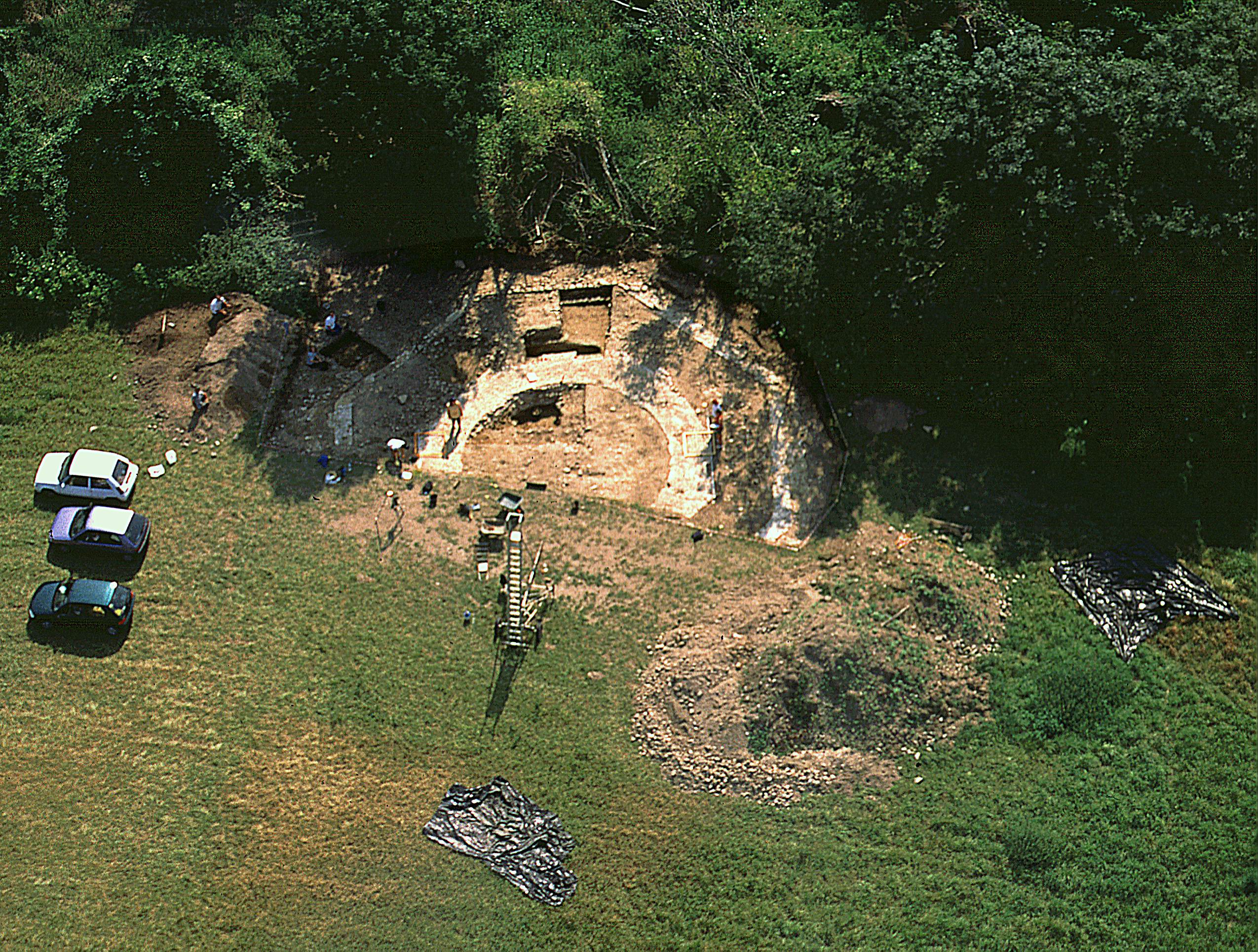
Le temple en cours de fouille en vue aérienne.
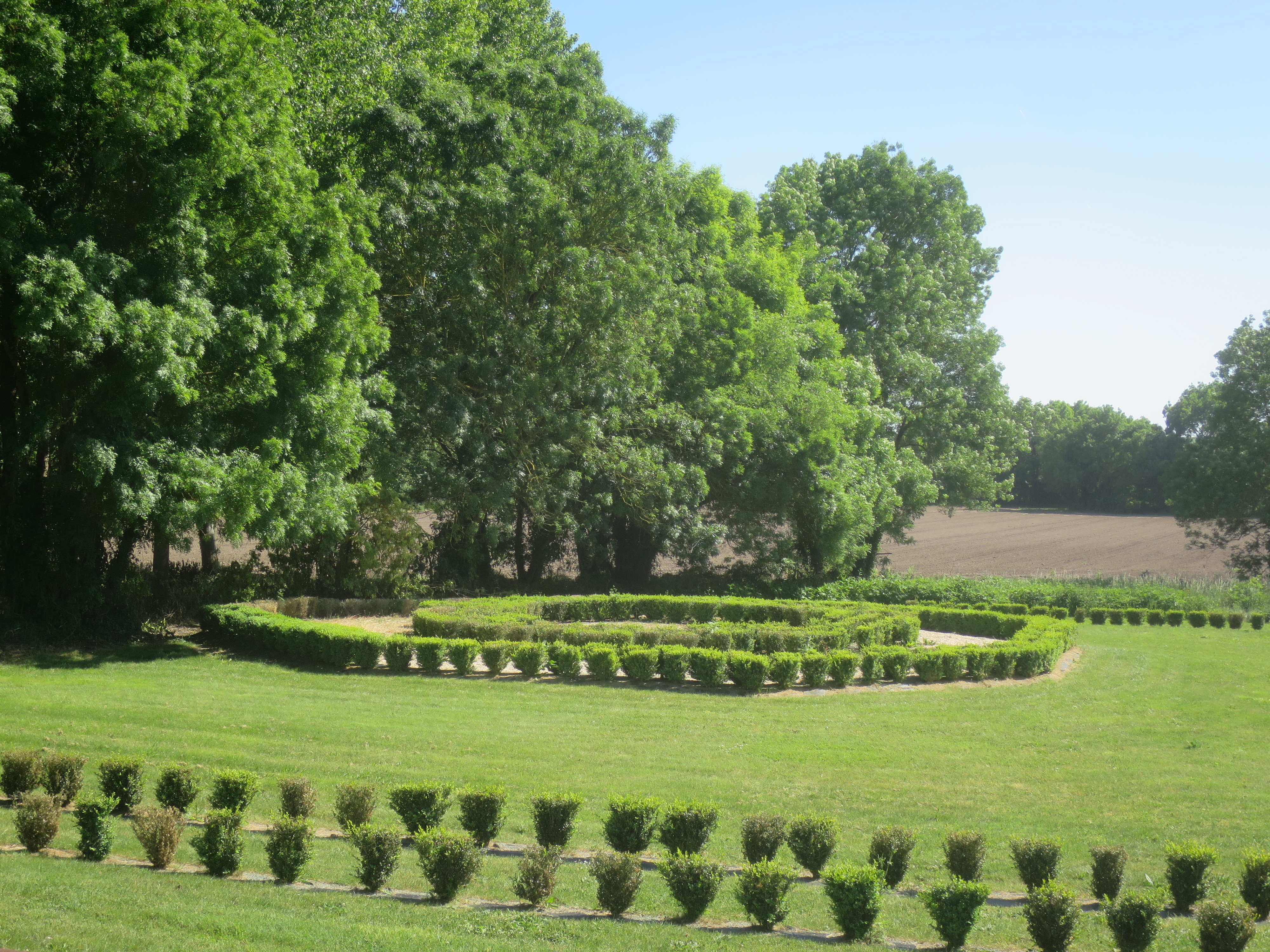
Le jardin archéologique.

## Description

Plan schématique du sanctuaire,.

Les différents chantiers de fouilles ont montré que les murs avaient été arasés au niveau des fondations ou, au mieux, au niveau de la première assise de leur élévation. En outre, il n'a pas été possible de fouiller la partie orientale de l'emprise du sanctuaire ni la parcelle au nord du péribole. Dans ces conditions, les archéologues ne peuvent que formuler de fragiles hypothèses sur la structure des bâtiments.

### Cellaet galerie périphérique
Le temple lui-même, associant une cella circulaire sur sa face interne et octogonale sur sa face externe à une galerie périphérique octogonale, affecte une forme assez peu courante pour ce type d'édifice mais que l'on retrouve par exemple à Champallement ou dans un sanctuaire périurbain de Durocortorum (Reims). Bien qu'aucun seuil n'ait pu être observé, la configuration de la galerie périphérique évoque une ouverture vers le sud-est.
À Aulnay, le diamètre intérieur de la cella est de 7,56 m et sa superficie de 45 m2 ; un parement parfaitement circulaire recouvre sa face interne. La face externe est de forme octogonale ; la présence de massifs de fondations débordants, au milieu de chaque pan de l'octogone, suggère qu'ils sont destinés à supporter des pilastres ou des colonnes renforçant et/ou décorant les murs de la cella ; le massif oriental, plus massif et plus large, pourrait constituer l'amorce d'un escalier devant la porte d'entrée.

### Péribole
Le péribole, suivant l'orientation générale de la cella, possède un mur occidental long de 42 m. Les murs septentrional et méridional ne sont que partiellement identifiés et le mur oriental est inconnu. La largeur du mur semble voisine de 0,50 m et assez constante. Sa construction est beaucoup plus légère que celle du temple lui-même, disposition relativement courante.
Aucun accès n'est identifié dans le mur du péribole. Il est raisonnable de penser que cet accès se situe dans le mur oriental non localisé. Une ouverture à l'est est usuelle pour les fana et, dans le cas d'Aulnay, c'est de ce côté que se trouve la source potentiellement liée au temple,.

### Aménagements annexes
Adossé à la face externe du mur nord du péribole, un ensemble de murs délimitant un bâtiment de plan rectangulaire cloisonné intérieurement est interprété comme une galerie de circulation flanquée de d'espaces divisés attenants, mais dont la fonction reste à déterminer.